# Baiuca
Baiuca, pseudonimo di Alejandro Guillán Castaño (Catoira, 1990), è un musicista, compositore e disc jockey spagnolo di origini galiziane. Il suo stile musicale è caratterizzato da una commistione della musica elettronica con le sonorità, gli strumenti e i ritmi della musica tradizionale galiziana, rifacendosi alla folktronica. Fino al 2017 produceva musica pop sotto il nome d'arte Alex Casanova. Vive a Madrid.

## Discografia

### Come Alex Casanova

#### Album
- 2014 - Antagonasia[7]

### Come Baiuca

#### Album
- 2018 - Solpor [8][9]
- 2021 - Embruxo

#### Singoli
- 2017 - Muiñeira
- 2017 - Queimada
- 2017 - Mozas
- 2018 - Muiño
- 2018 - Morriña
- 2018 - Olvídame (con Aliboria)
- 2019 - Caroi
- 2019 - Mangüeiro
- 2019 - Fisterra (con Carlangas)
- 2019 - Caravel (con Nita)
- 2020 - Fisterra (El Buho Dub)
- 2020 - Paisaxes
- 2020 - Adélia (con Haēma)
- 2021 - Luar (con Lilaina)
- 2021 - Veleno (con Rodrigo Cuevas)
- 2021 - Meigallo (con Lilaina)
- 2022 - Solstício (con Carlos Núñez)
- 2022 - Paxaro do Demo (con Xoel López)
- 2023 - Vai tu (con Leilia)

#### EP
- 2019 - Misturas (anche in versione 10 pollici)
- 2019 - Grabaciones SON Estrella Galicia - Diez Años - Diez Canciones Vol. 03 (con Cartangas e Nita: in versione LP)
- 2020 - Adélia (con Haēma; in versione LP)
- 2023 - Diamante / La Mare (con Alba Reche; in versione LP)

## Premi e riconoscimenti
- Premio MIN della musica indipendente spagnola
  - 2022 - Candidato al miglior artista emergente
  - 2022 - Candidato alla migliore produzione musicale
  - 2022 - Candidato al miglior album per Embruxo
  - 2022 - Miglior album in galiziano per Embruxo
  - 2022 - Migliore incisione di musica elettronica per Embruxo
  - 2022 - Candidato alla migliore canzone per Veleno